# Potamotrygon ocellata
Potamotrygon ocellata is een vissensoort uit de familie van de zoetwaterroggen (Potamotrygonidae). De wetenschappelijke naam van de soort is voor het eerst geldig gepubliceerd in 1912 door Engelhardt.